# WASP-1b
WASP-1b es un exoplaneta que orbita la estrella WASP-1, a más de 1000 años luz de la Tierra, en la Constelación de Andrómeda. La masa y radio del planeta indican que es un planeta joviano, del tipo Júpiter caliente, debido a su cercanía con su estrella (a diferencia de Júpiter se encuentra a un 3% de la distancia de la Tierra al Sol). En reconocimiento al apoyo regional dado al proyecto SuperWASP en la isla La Palma, España, los descubridores le han dado el apodo no oficial de Garafia-1, tal como el municipio Garafía, donde se encuentra el observatorio utilizado.